# جواو كارلوس بايس مندونسا
جواو كارلوس بايس مندونسا (بالبرتغالية: João Carlos Paes Mendonça‏) هو شخصية أعمال برازيلي، ولد في 1938 في Ribeirópolis ‏ في البرازيل.